# Qira'at
Qira'at (em árabe: قراءة,‎ qıraeh; "leitura", "recitação") é o ramo da ciência que lida com as diferenças e regras de leitura do Alcorão que vêm de diferentes narrações, dos estudiosos da recitação e das cadeias de narração que são suas fontes. É um método que envolve a leitura livre do Alcorão de acordo com Qiraat-i Asherah, lendo-o de forma diferente a cada vez e mudando o tom e o conteúdo.
Sabe-se que hoje, entre os muçulmanos, existem diferentes mushafs dependendo das diferentes formas de ler o Alcorão. Os mais comuns são o Mushaf de Hafs e o Mushaf de Versh. No entanto, os pesquisadores também revelaram que existem diferenças além dos estilos de leitura nessas mudanças.

## Etimologia
Qiraat é o infinitivo do verbo 'qirae', que significa reunir ou juntar em árabe. Na realidade, a pronúncia original da palavra era 'kırae', mas quando passou para o turco, tornou-se 'kıraat' com o t ilegível no final. Kırae também significa leitura em árabe. Esta palavra, que tem um significado amplo relacionado a qualquer leitura em árabe, significa ler qualquer parte do mushaf quando se trata do Alcorão. O outro equivalente do mesmo verbo em árabe é tilave(t).
O estudo dos diferentes estilos de leitura do Alcorão, que é o assunto deste artigo, com base na recitação dos imãs, é na verdade chamado de ciência da recitação. No entanto, com o tempo, o nome Qiraat passou a se referir a esta ciência.

## História
Acredita-se que o Alcorão tenha sido revelado verbalmente a Maomé ao longo de um período de 23 anos, foi memorizado e ditado por seus companheiros de Sahaba. Dessa forma, Maomé foi o primeiro a permitir diferenças dialetais na leitura do Alcorão, que tentou ser preservado em sua forma atual. Em períodos posteriores, surgiram diferenças devido à pontuação das letras árabes, e essas diferenças na leitura continuaram após a morte de Maomé. Durante esse período, o Alcorão foi compilado em um mushaf durante o reinado do califa Abu Bakr e, durante o reinado do califa Osmã, foi compilado em um mushaf "oficial", copiado e enviado a alguns centros, enquanto as outras cópias foram ordenadas a serem queimadas. Sabe-se que o motivo para isso geralmente é evitar estilos de leitura diferentes.
Embora fosse desejado que um 'imam mushaf' fosse criado dessa forma e que fosse oficialmente reconhecido em todas as terras islâmicas, também havia companheiros que se opunham a isso. Abdullah bin Masoud está na vanguarda nesse sentido. Ele se opôs fortemente tanto à escrita deste mushaf quanto ao mushaf oficial que foi criado. No período posterior, as formas de recitação narradas pelos companheiros foram lidas em vários centros de conhecimento e sua narração foi continuada por estudiosos do tabiin. Com o tempo, essas narrações corânicas deram origem ao ramo da ciência chamado recitação.
A pessoa em quem cada uma das sete ou dez recitações se baseia é chamada de imã, enquanto a recitação representada por cada um dos imãs de recitação, pelo acordo de suas narrações e caminhos, é chamada de imã. A diferença na recitação atribuída a um narrador (aluno) de um Imam é chamada Riuaiete; a pessoa que narra essa narração, ou seja, a pessoa que narra a recitação de um dos imãs de recitação, é chamada Ravi. O termo Tarique também era usado para as diferentes narrações entre os narradores dos narradores. A pessoa que conhece as recitações é chamada de qurra, e a pessoa que as narra oralmente e as faz ler é chamada de muqri.

## Qiraat-i Asherah (dez Qiraats)
Mais três leituras foram adicionadas às sete leituras posteriores e esta é chamada de Qiraat-i Asherah. Os imãs destas três novas leituras são os seguintes: 
1. Khalaf ibn Hisham al-Bazzâr (-844)
2. Ebû Ca'fer Yazid b.el-Ka'ka el-Mahzûmî el-Medeni (-748)
3. Ebû Muhammed Ya'kub b.İshak el-Hadremî el-Basrî